# Чапканов, Георгий
Георгий Тодоров Чапканов (болг. Георги Тодоров Чапкънов, также известен как Чапа; род. 24 января 1943, Вылчи-Дол) — болгарский скульптор.

## Биография
В 1961 году Чапканов поступил в Болгарскую национальную художественную академию в Софии. С 1974 года преподаёт в академии. Его работы принимают участие во всех значимых выставках современного болгарского искусства, а также находятся в экспозициях петербургского Эрмитажа, Музея имени Пушкина в Москве, в Национальной галерее в Софии. Соавтор герба Болгарской Республики. В 2000 году на софийской площади Независимости была установлена статуя святой Софии работы Чапканова.

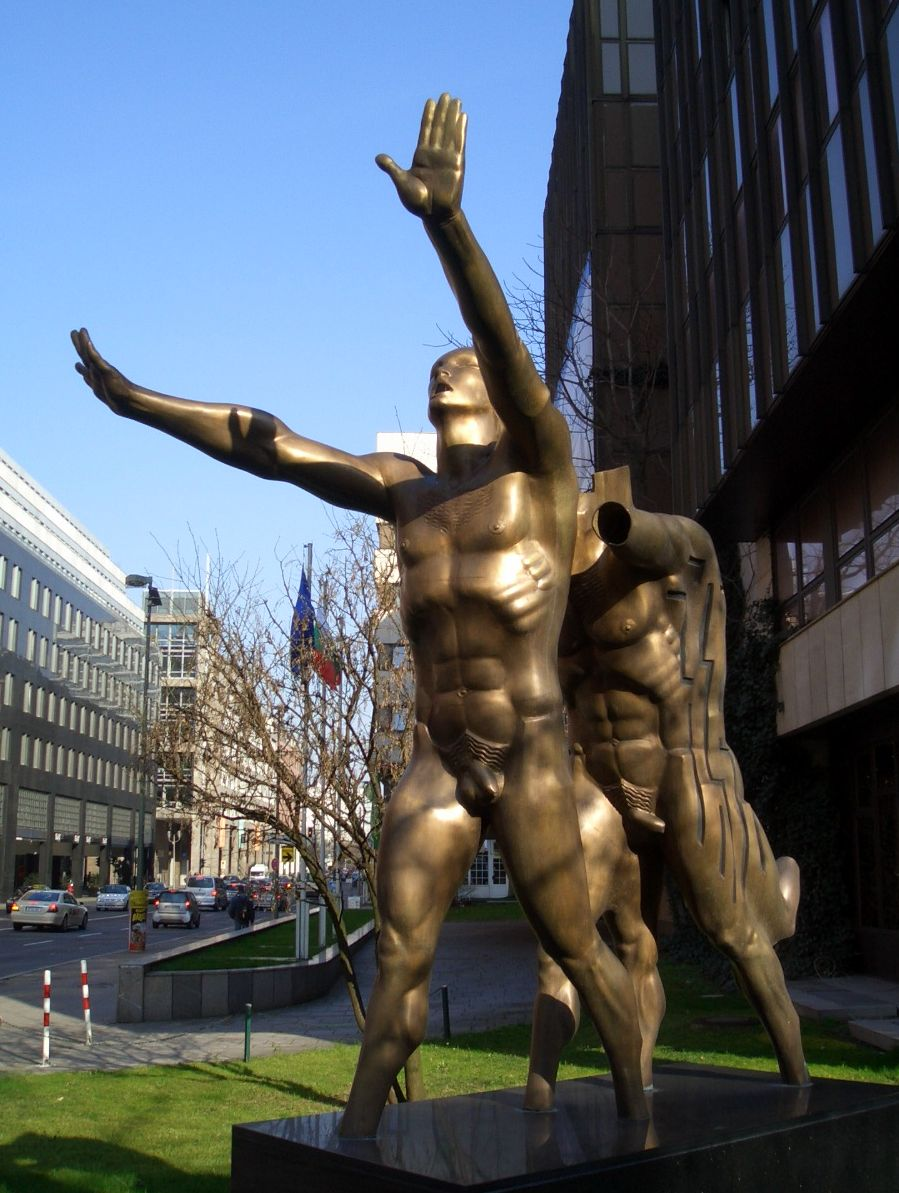
Скульптурная композиция «Пробить стену» перед зданием Посольства Болгарии в Берлине. 2006